# Luis Fernando Antero Valle
Luis Fernando Antero Valle (Ciudad de México; 23 de diciembre de 1972) es una política mexicana militante del Partido Acción Nacional, donde ha sido consejero estatal y nacional. Es licenciado en economía por la Universidad de Colima. Cuenta con una especialidad en Comercio Internacional por el Instituto Politécnico Nacional. 
Comenzó su actividad política afiliándose al Partido Acción Nacional en 1993, donde para el siguiente año se desempeñó como Coordinador de la organización Acción Juvenil del Comité Directivo Municipal del PAN en Colima hasta 1995, en que se le designó Oficial mayor del mismo comité. De 1998 al año 2000 fue Secretario particular del presidente del Partido Acción Nacional en Colima, Víctor Manuel Torres Herrera, quien estuvo en dicho cargo de 1998 a 2001. Fue coordinador de campaña de Víctor Manuel Torres en su candidatura a senador, y una vez electo, fue su secretario particular en el Senado de México y asesor de la Comisión de Fomento Económico de la Cámara de Senadores de 2000 a 2003, cuando fue elegido diputado local en la LIV Legislatura del Congreso de Colima (2003-2006), donde fue presidente de la Comisión de Innovación Gubernamental. De 2004 a 2006 fue presidente del Comité Directivo Municipal en el municipio de Colima y posteriormente regidor en el municipio de Colima (2006-2007). En 2007 fue elegido Presidente del Comité Directivo Estatal del Partido Acción Nacional en Colima, cargo que ostentó hasta el año 2010. 
Fue designado Delegado federal de la Secretaría de Economía en Colima en 2011, cargo que ocupó hasta el año siguiente, cuando fue elegido diputado local en la LVII Legislatura del Congreso de Colima, siendo Presidente de la Comisión de Vigilancia del Órgano Superior de Auditoría y Fiscalización Gubernamental del Estado (2012-2015). Fue elegido por lista como diputado plurinominal en la LXIII Legislatura del Congreso de la Unión de México (2015-2018) donde fue Presidente de la Segunda Comisión de Trabajo: Relaciones Exteriores, Defensa Nacional y Educación Pública durante el periodo de la Comisión Permanente de diciembre de 2017 a febrero de 2018 y actualmente es diputado local por representación proporcional en la LIX Legislatura del Congreso del Estado de Colima, donde es presidente de la Comisión de Economía.